# Morti il 18 giugno
| Questa pagina contiene informazioni ricavate automaticamente dalle voci biografiche con l'ausilio del template Bio e di un bot. L'aggiornamento è periodico e automatico e ricostruisce completamente la pagina. Se manca una persona in questa lista, sei pregato di non aggiungerla, ma accertati piuttosto che la sua voce biografica contenga il template Bio e che i dati anagrafici siano correttamente compilati. Se il template Bio manca, inseriscilo tu stesso o, in alternativa, metti l'avviso {{tmp\|Bio}} che ne segnala la mancanza. Se i dati riportati sono sbagliati, correggi direttamente la voce biografica; le modifiche saranno visibili in questa lista entro pochi giorni. Per chiarimenti vedi il progetto biografie. La lista contiene solo le 489 persone che sono citate nell'enciclopedia e per le quali è stato implementato correttamente il template Bio. Pagina aggiornata al 17 ago 2025. |

## VI secolo(2)
- 561 - Calogero di Sicilia (n. 466)
- 576 - Pietro IV di Alessandria, vescovo cristiano orientale bizantino

## VIII secolo(1)
- 741 - Leone III Isaurico, imperatore bizantino

## XI secolo(1)
- 1095 - Sofia d'Ungheria, principessa ungherese

## XII secolo(3)
- 1155 - Arnaldo da Brescia, religioso italiano (n. 1090)
- 1164 - Elisabetta di Schönau, badessa tedesca (n. 1129)
- 1179 - Erling Skakke, conte norvegese (n. 1115)

## XIII secolo(4)
- 1228 - Matilde I di Borbone, nobildonna
- 1234 - Chūkyō, imperatore giapponese (n. 1218)
- 1250 - Teresa del Portogallo, regina (n. 1178)
- 1291 - Alfonso III d'Aragona, sovrano (n. 1265)

## XIV secolo(5)
- 1312 - Leutold I di Kuenring-Dürnstein, nobile austriaco (n. 1243)
- 1333 - Enrico XV di Baviera, nobile tedesco (n. 1312)
- 1348 - Gentile da Foligno, medico italiano
- 1384 - Regina della Scala, sovrana italiana (n. 1331)
- 1388 - Caterina di Savoia-Vaud, sovrana (n. 1324)

## XV secolo(7)
- 1405 - Francesco Carbone, cardinale e vescovo cattolico italiano
- 1408 - Taejo di Joseon, re coreano (n. 1335)
- 1453 - Iacopo Alvarotti, giurista italiano (n. 1385)
- 1458 - Bernardo Ciuffagni, scultore italiano (n. 1381)
- 1464 - Rogier van der Weyden, pittore fiammingo
- 1485 - Guglielmo I de La Marck, nobile e militare tedesco (n. 1446)
- 1486 - Giovanni Raimondo Folch III de Cardona, generale spagnolo (n. 1418)

## XVI secolo(11)
- 1505 - Osanna Andreasi, italiana (n. 1449)
- 1508 - Bartolomeo Calco, politico e mecenate italiano (n. 1434)
- 1537 - Petrus Sutor, umanista, teologo e monaco cristiano francese (n. 1475)
- 1558 - Pierio Valeriano, umanista, teologo e scrittore italiano (n. 1477)
- 1562 - Cristoforo Canal, ammiraglio italiano (n. 1510)
- 1566 - Giuliano Cesarini, nobile italiano (n. 1491)
- 1570 - Bartolomeo Celsi, funzionario e militare italiano (n. 1534)
- 1578 - Giovanni Battista Grassi, pittore italiano
- 1579 - Gilles van Berlaymont, nobile olandese
- 1580 - Giuliana di Stolberg, nobildonna tedesca (n. 1506)
- 1597 - Markus Fugger, banchiere e mercante tedesco (n. 1529)

## XVII secolo(11)
- 1604 - Johann Conrad Meyer, giurista e politico svizzero (n. 1544)
- 1629 - Piet Pieterszoon Hein, corsaro, pirata e ammiraglio olandese (n. 1577)
- 1643 - John Hampden, politico britannico (n. 1594)
- 1644 - Wouter Crabeth II, pittore olandese (n. 1594)
- 1649 - Juan Martínez Montañés, scultore e pittore spagnolo (n. 1568)
- 1652 - Giovanni Casimiro del Palatinato-Zweibrücken-Kleeburg, conte (n. 1589)
- 1658 - Louis Cappel, presbitero e umanista francese (n. 1585)
- 1660 - Elia IX, vescovo cristiano orientale siro
- 1667 - Luisa Enrichetta d'Orange, nobile olandese (n. 1627)
- 1677 - Johann Franck, scrittore tedesco (n. 1618)
- 1697 - Gregorio Barbarigo, cardinale e vescovo cattolico italiano (n. 1625)

## XVIII secolo(17)
- 1715 - Heinrich Franz von Mansfeld, nobile, diplomatico e militare austriaco (n. 1640)
- 1716 - Natal'ja Alekseevna Romanova, drammaturga russa (n. 1673)
- 1718 - Jacopo Pilarino, medico e diplomatico greco (n. 1659)
- 1721 - Filippo d'Assia-Philippsthal (n. 1655)
- 1726 - Michel-Richard Delalande, compositore e musicista francese (n. 1657)
- 1739 - Carlo Federico di Holstein-Gottorp, nobile (n. 1700)
- 1742 - John Aislabie, politico inglese (n. 1670)
- 1749 - Ambrose Philips, poeta e politico inglese (n. 1674)
- 1755 - Gioacchino Besozzi, cardinale italiano (n. 1679)
- 1758 - Bernardino de Bernardis, vescovo cattolico italiano (n. 1699)
- 1765 - Ferenc Barkóczy, arcivescovo cattolico ungherese (n. 1710)
- 1771 - Jan Matthias Kok, illustratore, incisore e mercante d'arte olandese (n. 1720)
- 1772 - Johann Ulrich von Cramer, giurista e filosofo tedesco (n. 1706)
- 1772 - Gerard van Swieten, medico olandese (n. 1700)
- 1782 - Marcantonio Marcolini, cardinale e arcivescovo cattolico italiano (n. 1721)
- 1782 - John Wood il Giovane, architetto britannico (n. 1728)
- 1800 - François de Beauharnais, nobile e ufficiale francese (n. 1714)

## XIX secolo(49)
- 1804 - Maria Amalia d'Asburgo-Lorena, sovrana austriaca (n. 1746)
- 1805 - Arthur Murphy, scrittore irlandese (n. 1727)
- 1807 - Pietro Teulié, generale e politico italiano (n. 1769)
- 1814 - Giuseppe Nadi, architetto italiano (n. 1779)
- 1815 - Claude-Étienne Michel, generale francese (n. 1772)
- 1815 - Christian von Ompteda, militare tedesco (n. 1765)
- 1815 - Thomas Picton, generale gallese (n. 1758)
- 1817 - Leonard Neale, arcivescovo cattolico statunitense (n. 1746)
- 1821 - Ivan Fëdorovič Udom, generale e nobile russo (n. 1768)
- 1824 - Ferdinando III di Toscana, nobile italiano (n. 1769)
- 1827 - Giuseppe Avanzini, matematico e fisico italiano (n. 1753)
- 1828 - Sextius Alexandre François de Miollis, generale francese (n. 1759)
- 1829 - Grazioso Rusca, scultore svizzero (n. 1757)
- 1831 - Francesco Manno, pittore e architetto italiano (n. 1752)
- 1833 - Camille de Tournon-Simiane, prefetto francese (n. 1778)
- 1837 - Pietro Francesco Galleffi, cardinale italiano (n. 1770)
- 1840 - Margherita Barezzi, italiana (n. 1814)
- 1845 - Antonio Bolognini Amorini, scrittore e storico italiano (n. 1767)
- 1853 - Wilhelm Gerhard Walpers, botanico tedesco (n. 1816)
- 1864 - Gaetano Domenichini, pittore e incisore italiano (n. 1786)
- 1864 - William Smith O'Brien, politico e patriota irlandese (n. 1803)
- 1865 - William Parker Foulke, paleontologo, storico e geologo statunitense (n. 1816)
- 1865 - Edmund Ruffin, agronomo, attivista e militare statunitense (n. 1794)
- 1866 - Jacobus Theodorus Abels, pittore olandese (n. 1803)
- 1866 - Tommaso Giuseppe Luigi Girod, magistrato e politico italiano (n. 1799)
- 1867 - Gaetano Baccani, architetto italiano (n. 1792)
- 1869 - Mastro Titta, boia italiano (n. 1779)
- 1869 - Henry Jarvis Raymond, giornalista e politico statunitense (n. 1820)
- 1870 - Giacinto Agnello, patriota e letterato italiano (n. 1791)
- 1870 - Antonio Orsini, patriota e naturalista italiano (n. 1788)
- 1871 - Angelo Borbonese, nobile italiano (n. 1802)
- 1871 - George Grote, storico inglese (n. 1794)
- 1873 - Aleksandr Viktorovič Poggio, militare e rivoluzionario russo (n. 1798)
- 1875 - António Feliciano de Castilho, poeta portoghese (n. 1800)
- 1875 - Wilhelm Paul Corssen, filologo classico tedesco (n. 1820)
- 1880 - John Sutter, imprenditore svizzero (n. 1803)
- 1882 - Pierviviano Zecchini, scrittore italiano (n. 1802)
- 1883 - François-Norbert Blanchet, missionario e arcivescovo cattolico canadese (n. 1795)
- 1883 - Cesare Campini, pittore italiano (n. 1832)
- 1885 - Louis Segond, teologo svizzero (n. 1810)
- 1888 - Luigi Mussini, pittore e compositore di scacchi italiano (n. 1813)
- 1889 - Alphonse Alkan, editore francese (n. 1809)
- 1890 - Pietro Michele Angelo Manini, patriota italiano (n. 1814)
- 1890 - Alessandro Repetti, editore, giornalista e ufficiale italiano (n. 1822)
- 1891 - Mago Chiò, arrampicatore italiano (n. 1867)
- 1894 - Albin Dunajewski, cardinale e vescovo cattolico polacco (n. 1817)
- 1897 - Nicolao Galletti di San Cataldo, imprenditore e politico italiano (n. 1813)
- 1898 - Alfred Hart Everett, funzionario e naturalista britannico (n. 1848)
- 1900 - Adriano Caserotti, francescano e missionario italiano (n. 1842)

## XX secolo(247)
- 1901 - Josip Murn Aleksandrov, poeta sloveno (n. 1879)
- 1902 - Samuel Butler, scrittore inglese (n. 1835)
- 1904 - Sami Frashëri, scrittore, filosofo e drammaturgo albanese (n. 1850)
- 1905 - Per Teodor Cleve, chimico e geologo svedese (n. 1840)
- 1905 - Carmine Crocco, brigante italiano (n. 1830)
- 1908 - Eugen Albrecht, patologo tedesco (n. 1872)
- 1912 - Salvatore Grita, scultore e critico d'arte italiano (n. 1828)
- 1912 - Giuseppe Picciola, scrittore, italianista e insegnante italiano (n. 1859)
- 1913 - Michele Grassi Pasini, imprenditore e politico italiano (n. 1830)
- 1913 - Leopoldo Minesso, avvocato, giornalista e politico italiano (n. 1842)
- 1915 - Maria Boni Brighenti, infermiera e militare italiana (n. 1868)
- 1916 - Max Immelmann, aviatore tedesco (n. 1890)
- 1916 - Helmuth Johann Ludwig von Moltke, generale tedesco (n. 1848)
- 1916 - Guido Romano, ginnasta italiano (n. 1887)
- 1917 - Titu Liviu Maiorescu, letterato, critico letterario e politico rumeno (n. 1840)
- 1917 - Cesare Mangili, banchiere italiano (n. 1850)
- 1918 - Giovanni Bocchieri, militare italiano (n. 1894)
- 1918 - Costantino Crosa, militare italiano (n. 1889)
- 1918 - Ivo Lollini, militare italiano (n. 1897)
- 1918 - Giuseppe Paggi, militare italiano (n. 1890)
- 1918 - Ernesto Paselli, militare italiano (n. 1875)
- 1918 - Camillo Sommariva, aviatore italiano (n. 1893)
- 1918 - Cesare Tuccimei, ingegnere italiano (n. 1849)
- 1920 - Alberto Barberis, calciatore italiano (n. 1887)
- 1920 - Mario Puccini, pittore italiano (n. 1869)
- 1921 - Eduardo Acevedo Díaz, scrittore uruguaiano (n. 1851)
- 1921 - Anselmo Evangelista Sansoni, vescovo cattolico italiano (n. 1859)
- 1922 - Jacobus C. Kapteyn, astronomo olandese (n. 1851)
- 1923 - Vasilij Ivanovič Komarov, serial killer e militare russo (n. 1871)
- 1923 - John Pollen, esperantista irlandese (n. 1848)
- 1924 - Giuseppe De Sanctis, pittore italiano (n. 1858)
- 1925 - Robert M. La Follette, politico statunitense (n. 1855)
- 1925 - Matilde di Baviera, duchessa (n. 1843)
- 1925 - Luisa Mussini, pittrice, scultrice e poetessa italiana (n. 1865)
- 1926 - Carlos Baliño, scrittore e politico cubano (n. 1848)
- 1926 - Attilio Cevidalli, medico italiano (n. 1877)
- 1926 - Ol'ga Konstantinovna Romanova, nobile russa (n. 1851)
- 1927 - Gustave Fagniez, storico e archivista francese (n. 1842)
- 1928 - Roald Amundsen, esploratore norvegese (n. 1872)
- 1929 - Alois Anderle, nuotatore austriaco (n. 1869)
- 1930 - Dina Ferri, poetessa italiana (n. 1908)
- 1930 - Jules Richard, fotografo, inventore e imprenditore francese (n. 1848)
- 1931 - Cecile Arnold, attrice statunitense (n. 1893)
- 1931 - Friedrich Johann Karl Becke, mineralogista austriaco (n. 1855)
- 1933 - Harry Sweet, attore, regista e sceneggiatore statunitense (n. 1901)
- 1934 - Arthur Surridge Hunt, papirologo e egittologo inglese (n. 1871)
- 1934 - Ivar Swensson, calciatore svedese (n. 1893)
- 1934 - Arthur Wellesley, IV duca di Wellington, nobile e militare inglese (n. 1849)
- 1935 - René Crevel, poeta francese (n. 1900)
- 1935 - Bror Wiberg, calciatore finlandese (n. 1890)
- 1936 - Maksim Gor'kij, scrittore e drammaturgo russo (n. 1868)
- 1937 - Aleksej Andreevič Bjalynickij-Birulja, zoologo e esploratore russo (n. 1864)
- 1937 - Pierre Bodard, pittore francese (n. 1881)
- 1937 - Gaston Doumergue, politico francese (n. 1863)
- 1937 - Giuseppe Massina, militare italiano (n. 1901)
- 1938 - Stanisław Car, politico e giurista polacco (n. 1882)
- 1940 - Attilio Marinoni, pilota automobilistico italiano (n. 1892)
- 1940 - Maurice Moscovitch, attore statunitense (n. 1871)
- 1941 - Svetozar Đanić, calciatore jugoslavo (n. 1917)
- 1941 - Agustín Edwards Mac-Clure, imprenditore, politico e diplomatico cileno (n. 1878)
- 1941 - Cecilio Báez, giornalista e politico paraguaiano (n. 1862)
- 1942 - Jozef Gabčík, militare e partigiano cecoslovacco (n. 1912)
- 1942 - Adolf Hühnlein, politico e militare tedesco (n. 1881)
- 1942 - Jan Kubiš, militare e partigiano cecoslovacco (n. 1913)
- 1942 - Adolf Opálka, militare e partigiano cecoslovacco (n. 1915)
- 1942 - Daniel Alomía Robles, compositore e etnomusicologo peruviano (n. 1871)
- 1942 - Arthur Pryor, trombonista e compositore statunitense (n. 1869)
- 1944 - Natale Colarich, partigiano e politico italiano (n. 1908)
- 1944 - Sergio Serafini, partigiano italiano (n. 1922)
- 1945 - Florence Bascom, geologa e docente statunitense (n. 1862)
- 1945 - Simon Bolivar Buckner Jr., generale statunitense (n. 1886)
- 1945 - Federico di Wied, nobile tedesco (n. 1872)
- 1946 - Filippo Amedeo, politico e operaio italiano (n. 1891)
- 1946 - Umberto Pessina, presbitero italiano (n. 1902)
- 1946 - Antoine Péronne, militare e aviatore francese (n. 1914)
- 1947 - Sam Appel, attore messicano (n. 1871)
- 1947 - John Henry Patterson, militare e scrittore irlandese (n. 1867)
- 1947 - Aukusti Sihvola, lottatore finlandese (n. 1895)
- 1948 - Edward James Gibson Holland, militare canadese (n. 1878)
- 1949 - Adelaide Ametis, pittrice italiana (n. 1877)
- 1949 - Ratko Kacijan, calciatore jugoslavo (n. 1917)
- 1949 - Ottavio Munerati, agronomo italiano (n. 1875)
- 1952 - Efim Bogoljubov, scacchista ucraino (n. 1889)
- 1952 - Diana Coomans, pittrice belga (n. 1861)
- 1952 - Cameron Earl, ingegnere britannico (n. 1923)
- 1952 - Heinrich Schlusnus, baritono tedesco (n. 1888)
- 1952 - Luigi Simeoni, storico italiano (n. 1875)
- 1953 - René Fonck, aviatore francese (n. 1894)
- 1953 - Curuppumullage Jinarajadasa, esoterista, scrittore e orientalista singalese (n. 1875)
- 1953 - Thomas Thorstensen, ginnasta norvegese (n. 1880)
- 1954 - Adelin Benoît, ciclista su strada e pistard belga (n. 1900)
- 1954 - Eugène Coulon, pallanuotista francese (n. 1876)
- 1954 - Karl von Le Suire, generale tedesco (n. 1898)
- 1954 - Fabio Luzzatto, giurista italiano (n. 1870)
- 1955 - Aleksander Zelwerowicz, attore e regista polacco (n. 1877)
- 1955 - Ladislav Žemla, tennista ceco (n. 1887)
- 1956 - Domenico Arcidiacono, militare e politico italiano (n. 1895)
- 1956 - Niels Christian Ditleff, diplomatico norvegese (n. 1881)
- 1957 - Carlo Celada, ginnasta italiano (n. 1884)
- 1958 - Antonio Mantica, religioso italiano (n. 1871)
- 1959 - Ethel Barrymore, attrice statunitense (n. 1879)
- 1959 - Vincenzo Cardarelli, poeta, scrittore e giornalista italiano (n. 1887)
- 1959 - Chico Netto, calciatore e allenatore di calcio brasiliano (n. 1894)
- 1960 - Bernhard H. Dawson, astronomo statunitense (n. 1890)
- 1960 - Al Herman, pilota automobilistico statunitense (n. 1927)
- 1960 - Sven Lundgren, mezzofondista svedese (n. 1896)
- 1960 - Philip Verdon, canottiere britannico (n. 1886)
- 1961 - Bullet Baker, giocatore di football americano statunitense (n. 1900)
- 1961 - Bel Ami, giornalista, commediografo e paroliere italiano (n. 1887)
- 1961 - Mario Augusto Martini, politico e diplomatico italiano (n. 1884)
- 1961 - Ampelio Tettamanti, artista italiano (n. 1914)
- 1962 - Volkmar Andreae, compositore e direttore d'orchestra svizzero (n. 1879)
- 1962 - Antonio Hercolani Fava Simonetti, cavaliere italiano (n. 1883)
- 1962 - Teté, calciatore e allenatore di calcio brasiliano (n. 1907)
- 1963 - Pedro Armendáriz, attore messicano (n. 1912)
- 1964 - Angelo Cecchelin, attore e comico italiano (n. 1894)
- 1964 - Kurt Latte, filologo classico tedesco (n. 1891)
- 1964 - Ermogene Miraglia, pittore italiano (n. 1907)
- 1964 - Giorgio Morandi, pittore e incisore italiano (n. 1890)
- 1964 - Per Nilsson, ginnasta svedese (n. 1890)
- 1964 - Olaf Syvertsen, ginnasta norvegese (n. 1884)
- 1965 - Julius Bissier, pittore tedesco (n. 1893)
- 1965 - Marco Diener, nuotatore e pallanuotista francese (n. 1913)
- 1966 - Konrad Heiden, storico e giornalista tedesco (n. 1901)
- 1967 - Geki, pilota automobilistico italiano (n. 1937)
- 1967 - Nikolaj Sidorovič Vlasik, generale sovietico (n. 1896)
- 1968 - Walter Brom, calciatore polacco (n. 1921)
- 1968 - Nikolaus von Falkenhorst, generale tedesco (n. 1885)
- 1968 - Sally O'Neil, attrice statunitense (n. 1908)
- 1968 - Nína Tryggvadóttir, artista e poetessa islandese (n. 1913)
- 1968 - Lino Zanussi, imprenditore italiano (n. 1920)
- 1969 - Gabriele Baldini, anglista, scrittore e traduttore italiano (n. 1919)
- 1970 - Henry Hintermeister, pittore e illustratore statunitense (n. 1897)
- 1970 - Giampietro Domenico Pellegrini, politico, economista e scrittore italiano (n. 1899)
- 1971 - Gastone Baldi, calciatore e allenatore di calcio italiano (n. 1901)
- 1971 - Pedro Casella, calciatore uruguaiano (n. 1898)
- 1971 - Thomas Gomez, attore statunitense (n. 1905)
- 1971 - Libby Holman, cantante e attrice statunitense (n. 1904)
- 1971 - Paul Karrer, chimico svizzero (n. 1889)
- 1971 - Francesco Moranino, partigiano e politico italiano (n. 1920)
- 1972 - Friedrich Baethgen, storico tedesco (n. 1890)
- 1972 - Enzo Cozzolino, alpinista italiano (n. 1948)
- 1972 - Milton Lasell Humason, astronomo statunitense (n. 1891)
- 1973 - Jean Ballard, editore francese (n. 1893)
- 1973 - Georges Bonnet, politico francese (n. 1889)
- 1973 - Theodor Krancke, ammiraglio tedesco (n. 1893)
- 1973 - Vsevolod Ivanovič Romanov, russo (n. 1914)
- 1973 - Steve Seymour, giavellottista statunitense (n. 1920)
- 1973 - Roger Delgado, attore britannico (n. 1918)
- 1974 - George Kelly, commediografo, sceneggiatore e regista teatrale statunitense (n. 1887)
- 1974 - Júlio César de Melo e Sousa, scrittore e matematico brasiliano (n. 1895)
- 1974 - George Parker, marciatore australiano (n. 1897)
- 1974 - Georgij Konstantinovič Žukov, generale e politico sovietico (n. 1896)
- 1975 - Hugo Bergmann, filosofo israeliano (n. 1883)
- 1975 - Fayṣal bin Musāʿid bin ʿAbd al-ʿAzīz Āl Saʿūd, principe e criminale saudita (n. 1944)
- 1975 - Bruno Migliorini, linguista, filologo e esperantista italiano (n. 1896)
- 1977 - José Castellanos Contreras, militare e diplomatico salvadoregno (n. 1893)
- 1977 - Holger Löwenadler, attore svedese (n. 1904)
- 1977 - Franco Rol, pilota di Formula 1 italiano (n. 1908)
- 1978 - Gaston Fessard, religioso e teologo francese (n. 1897)
- 1978 - Dragoslav Mihajlović, calciatore jugoslavo (n. 1906)
- 1979 - Henry Vollam Morton, giornalista e scrittore britannico (n. 1892)
- 1980 - Doris Davenport, attrice statunitense (n. 1917)
- 1980 - Terence Fisher, regista britannico (n. 1904)
- 1980 - Auguste Grimault, vescovo cattolico e missionario francese (n. 1883)
- 1980 - Kazimierz Kuratowski, matematico polacco (n. 1896)
- 1980 - André Leducq, ciclista su strada francese (n. 1904)
- 1980 - Carlos Servetti, calciatore uruguaiano (n. 1914)
- 1980 - Michel Vaucaire, paroliere francese (n. 1904)
- 1981 - Luigi Illario, imprenditore italiano (n. 1898)
- 1981 - Pamela Hansford Johnson, scrittrice, critica letteraria e poetessa britannica (n. 1912)
- 1982 - Djuna Barnes, scrittrice, illustratrice e giornalista statunitense (n. 1892)
- 1982 - Otto Binge, militare tedesco (n. 1895)
- 1982 - Roberto Calvi, banchiere italiano (n. 1920)
- 1982 - Bianca Ceva, critica letteraria e traduttrice italiana (n. 1897)
- 1982 - John Cheever, scrittore statunitense (n. 1912)
- 1982 - Roscoe Hillenkoetter, ammiraglio statunitense (n. 1897)
- 1982 - Curd Jürgens, attore tedesco (n. 1915)
- 1983 - Luigi Borsari, politico italiano (n. 1921)
- 1983 - Marianne Brandt, designer, fotografa e scultrice tedesca (n. 1893)
- 1983 - Mona Mahmudnizhad, attivista iraniana (n. 1965)
- 1983 - Luigi Volpicelli, pedagogista italiano (n. 1900)
- 1984 - Luis Moglia Barth, regista cinematografico argentino (n. 1903)
- 1984 - Arthur Chandler, calciatore inglese (n. 1895)
- 1984 - Christa Schröder, tedesca (n. 1908)
- 1984 - Giovanni Vannucci, presbitero e teologo italiano (n. 1913)
- 1985 - Giulio Cerreti, sindacalista, politico e giornalista italiano (n. 1903)
- 1985 - Paul Colin, pubblicitario francese (n. 1892)
- 1986 - Massimo Mazzetto, cestista italiano (n. 1965)
- 1986 - Joan Oliver i Sallarès, poeta, drammaturgo e giornalista spagnolo (n. 1899)
- 1987 - Oluf Berntsen, schermidore danese (n. 1891)
- 1987 - Tuvia Bielski, partigiano polacco (n. 1906)
- 1987 - Harold Cherniss, filosofo e storico statunitense (n. 1904)
- 1987 - Gilberto Freyre, scrittore, pittore e sociologo brasiliano (n. 1900)
- 1987 - Bruce Marshall, scrittore britannico (n. 1899)
- 1987 - Art Spector, cestista e allenatore di pallacanestro statunitense (n. 1918)
- 1987 - Michel de Saint Pierre, scrittore, giornalista e politico francese (n. 1916)
- 1988 - Massimo Alesi, politico italiano (n. 1907)
- 1988 - Archie Cochrane, medico e epidemiologo scozzese (n. 1909)
- 1988 - Idilio Dell'Era, poeta, romanziere e saggista italiano (n. 1904)
- 1988 - Elizabeth Gardner, fisica britannica (n. 1957)
- 1988 - Edgar Hoffmann Price, scrittore statunitense (n. 1898)
- 1988 - Wilford Leach, regista e scenografo statunitense (n. 1929)
- 1988 - Vincenzo Provera, allenatore di calcio e calciatore italiano (n. 1912)
- 1989 - Ennio Balbo, attore e doppiatore italiano (n. 1922)
- 1989 - George C. Pimentel, chimico statunitense (n. 1922)
- 1990 - Anna Maria Dossena, attrice italiana (n. 1912)
- 1990 - Henryk Roycewicz, militare e cavaliere polacco (n. 1898)
- 1990 - James Edward Pough, criminale statunitense (n. 1948)
- 1991 - Joan Caulfield, attrice statunitense (n. 1922)
- 1991 - Leonida Frascarelli, ciclista su strada italiano (n. 1906)
- 1991 - Silvano Nebl, pittore, incisore e scultore italiano (n. 1934)
- 1991 - Gaspare Palmeri, italiano (n. 1930)
- 1991 - Julijonas Steponavičius, arcivescovo cattolico lituano (n. 1911)
- 1992 - Peter Allen, cantautore e pianista australiano (n. 1944)
- 1992 - Mordecai Ardon, artista israeliano (n. 1896)
- 1992 - Gyula Polgár, allenatore di calcio e calciatore ungherese (n. 1912)
- 1993 - Eva Arndt-Riise, nuotatrice danese (n. 1919)
- 1993 - Barnabás Berzsenyi, schermidore ungherese (n. 1918)
- 1993 - Jean Cau, scrittore, giornalista e sceneggiatore francese (n. 1925)
- 1993 - Gianfranco Masini, direttore d'orchestra italiano (n. 1937)
- 1993 - Craig Rodwell, attivista statunitense (n. 1940)
- 1994 - Carlo Brera, giornalista, traduttore e scrittore italiano (n. 1946)
- 1994 - Rubén Izaguirre, cestista messicano (n. 1943)
- 1995 - George Brander, calciatore scozzese (n. 1929)
- 1996 - Gino Bramieri, comico, attore e cabarettista italiano (n. 1928)
- 1996 - Erika Dannhoff, attrice tedesca (n. 1909)
- 1996 - Genézia Izabel Cardoso, cestista brasiliana (n. 1935)
- 1996 - Endel Puusepp, militare estone (n. 1909)
- 1996 - Piero Sardelli, tenore italiano (n. 1913)
- 1997 - Arvid Syrrist, calciatore norvegese (n. 1905)
- 1997 - Héctor Yazalde, calciatore argentino (n. 1946)
- 1998 - Otto Baum, generale tedesco (n. 1911)
- 1998 - Alberto Chiari, filologo, critico letterario e italianista italiano (n. 1900)
- 1998 - André Chorda, calciatore francese (n. 1938)
- 1998 - Edward Eliscu, poeta, produttore cinematografico e attore statunitense (n. 1902)
- 1998 - Mario Fontana, calciatore italiano (n. 1906)
- 1998 - Olof Gigon, filologo classico e grecista svizzero (n. 1912)
- 1998 - Ernesto Grillo, calciatore argentino (n. 1929)
- 1998 - Charles Korvin, attore ungherese (n. 1907)
- 1998 - Karl-Heinz Spikofski, calciatore e allenatore di calcio tedesco (n. 1927)
- 1999 - Ico Cerutti, cantante, compositore e chitarrista italiano (n. 1936)
- 1999 - Lothar Ulsaß, calciatore tedesco (n. 1940)
- 2000 - Nancy Marchand, attrice statunitense (n. 1928)
- 2000 - Piero Pratesi, giornalista e politico italiano (n. 1925)
- 2000 - Guy Pérol, regista, sceneggiatore e produttore cinematografico francese (n. 1929)
- 2000 - Boris Vasil'ev, pistard russo (n. 1937)

## XXI secolo(130)
- 2001 - Mario Operti, presbitero italiano (n. 1950)
- 2001 - Antonio Seveso, calciatore italiano (n. 1933)
- 2001 - Paolo Emilio Taviani, politico, storico e economista italiano (n. 1912)
- 2001 - Karl Friedrich Titho, militare tedesco (n. 1911)
- 2002 - Miroslava Tomášková, cestista cecoslovacca (n. 1927)
- 2003 - Larry Doby, giocatore di baseball e allenatore di baseball statunitense (n. 1923)
- 2003 - León Lasa, calciatore e allenatore di calcio spagnolo (n. 1933)
- 2003 - Guy Bara, fumettista belga (n. 1923)
- 2004 - Boris Batanov, calciatore e allenatore di calcio sovietico (n. 1934)
- 2004 - Doris Dowling, attrice statunitense (n. 1923)
- 2004 - George Flower, attore e sceneggiatore statunitense (n. 1937)
- 2004 - Sabri Koçi, albanese (n. 1921)
- 2004 - Moe Radovich, cestista e allenatore di pallacanestro statunitense (n. 1929)
- 2004 - Antonio Schenatti, fondista italiano (n. 1935)
- 2005 - Silvana Giorgetti, scrittrice italiana (n. 1922)
- 2005 - Basil Kirchin, batterista e compositore inglese (n. 1927)
- 2005 - J. J. Pickle, politico statunitense (n. 1913)
- 2005 - Erv Prasse, cestista statunitense (n. 1917)
- 2006 - Gică Petrescu, cantante rumeno (n. 1915)
- 2006 - Vincent Sherman, regista, sceneggiatore e attore statunitense (n. 1906)
- 2006 - Madeleine St John, scrittrice australiana (n. 1941)
- 2006 - Richard Stahl, attore statunitense (n. 1932)
- 2006 - Nazareno Taddei, presbitero, linguista e regista italiano (n. 1920)
- 2007 - Bill Barber, suonatore di tuba statunitense (n. 1920)
- 2007 - Onorio Cengarle, politico e sindacalista italiano (n. 1923)
- 2007 - Vilma Espín, rivoluzionaria e attivista cubana (n. 1930)
- 2007 - Hank Medress, cantante e produttore discografico statunitense (n. 1938)
- 2008 - Jean Delannoy, regista, sceneggiatore e montatore francese (n. 1908)
- 2008 - Miyuki Kanbe, modella, attrice e cantante giapponese (n. 1984)
- 2009 - Giovanni Arrighi, economista e sociologo italiano (n. 1937)
- 2009 - Hortensia Bussi, first lady cilena (n. 1914)
- 2009 - Victor Cosson, ciclista su strada, pistard e ciclocrossista francese (n. 1915)
- 2009 - Franco Fergnani, storico della filosofia e traduttore italiano (n. 1927)
- 2009 - Aldo Gargani, filosofo italiano (n. 1933)
- 2009 - Ali Akbar Khan, musicista bangladese (n. 1922)
- 2009 - Mihai Mocanu, allenatore di calcio e calciatore rumeno (n. 1942)
- 2009 - Vito Riviello, poeta italiano (n. 1933)
- 2009 - Oscar Simonton, oncologo e psicologo statunitense (n. 1942)
- 2010 - Marcel Bigeard, generale francese (n. 1916)
- 2010 - Bogdan Bogdanović, architetto e politico serbo (n. 1922)
- 2010 - Ronnie Lee Gardner, criminale statunitense (n. 1961)
- 2010 - José Saramago, scrittore, giornalista e drammaturgo portoghese (n. 1922)
- 2011 - Ulrich Biesinger, calciatore tedesco (n. 1933)
- 2011 - Elena Bonnėr, attivista e medico sovietica (n. 1923)
- 2011 - Frederick Chiluba, politico zambiano (n. 1943)
- 2011 - Clarence Clemons, sassofonista statunitense (n. 1942)
- 2011 - Karl Frei, ginnasta svizzero (n. 1917)
- 2011 - Gennadij Sidorov, attore e regista sovietico (n. 1962)
- 2012 - Leroy Barnes, mafioso e collaboratore di giustizia statunitense (n. 1933)
- 2012 - Lina Haag, attivista tedesca (n. 1907)
- 2012 - Dennis Hamilton, cestista statunitense (n. 1944)
- 2012 - Girolamo Manisco, militare italiano (n. 1917)
- 2012 - Alketas Panagoulias, allenatore di calcio e calciatore greco (n. 1934)
- 2012 - Victor Spinetti, attore britannico (n. 1929)
- 2012 - Bernard Vifian, ciclista su strada e pistard svizzero (n. 1944)
- 2013 - Adriano Bompiani, chirurgo, ginecologo e politico italiano (n. 1923)
- 2013 - Michael Hastings, giornalista e scrittore statunitense (n. 1980)
- 2013 - Žamila Kolonomos, scrittrice macedone (n. 1922)
- 2013 - Les Metzger, cestista statunitense (n. 1925)
- 2013 - Claudio Rocchi, cantautore, bassista e conduttore radiofonico italiano (n. 1951)
- 2013 - Ramón Sáez, ciclista su strada spagnolo (n. 1940)
- 2013 - Massimo Vari, giurista e docente italiano (n. 1937)
- 2013 - David Wall, ballerino britannico (n. 1946)
- 2014 - Enrico Barisone, militare italiano (n. 1941)
- 2014 - Stephanie Louise Kwolek, chimica statunitense (n. 1923)
- 2014 - Horace Silver, pianista e compositore statunitense (n. 1928)
- 2015 - Gianni Picchi, attore teatrale e conduttore televisivo italiano (n. 1941)
- 2015 - Jack Rollins, produttore cinematografico e scenografo statunitense (n. 1915)
- 2015 - Kazuya Tatekabe, doppiatore giapponese (n. 1934)
- 2015 - Allen Weinstein, storico statunitense (n. 1937)
- 2016 - Susana Duijm, modella, attrice e conduttrice televisiva venezuelana (n. 1936)
- 2016 - Väinö Huhtala, fondista e canottiere finlandese (n. 1935)
- 2016 - Sverre Kjelsberg, cantante e chitarrista norvegese (n. 1946)
- 2016 - Osvaldo Langini, regista e sceneggiatore italiano (n. 1922)
- 2016 - Vittorio Merloni, imprenditore italiano (n. 1933)
- 2017 - Pierluigi Chicca, schermidore e maestro di scherma italiano (n. 1937)
- 2017 - Robert Van Kerckhoven, calciatore belga (n. 1924)
- 2017 - Umberto Volpati, calciatore italiano (n. 1943)
- 2018 - Walter Bahr, calciatore e allenatore di calcio statunitense (n. 1927)
- 2018 - Big Van Vader, wrestler statunitense (n. 1955)
- 2018 - Zinaida Kobzeva, cestista sovietica (n. 1946)
- 2018 - Erich Kostner, dirigente sportivo italiano (n. 1921)
- 2018 - Kōstas Politīs, cestista e allenatore di pallacanestro greco (n. 1942)
- 2018 - Maria Rohm, attrice austriaca (n. 1945)
- 2018 - Antonio Soncini, calciatore e allenatore di calcio italiano (n. 1938)
- 2018 - XXXTentacion, rapper e cantautore statunitense (n. 1998)
- 2019 - Maria Giuseppa Robucci, supercentenaria italiana (n. 1903)
- 2020 - Tibor Benedek, pallanuotista e allenatore di pallanuoto ungherese (n. 1972)
- 2020 - Claus Biederstaedt, attore, doppiatore e regista teatrale tedesco (n. 1928)
- 2020 - Arturo Chaires, calciatore messicano (n. 1937)
- 2020 - Jean Ann Kennedy, diplomatica e filantropa statunitense (n. 1928)
- 2020 - Vera Lynn, cantante britannica (n. 1917)
- 2021 - Jeannette Altwegg, pattinatrice artistica su ghiaccio e tennista britannica (n. 1930)
- 2021 - Giampiero Boniperti, calciatore, dirigente sportivo e politico italiano (n. 1928)
- 2021 - Brian Libby, attore statunitense (n. 1949)
- 2021 - Carmen Onorati, attrice, doppiatrice e dialoghista italiana (n. 1947)
- 2021 - Armando Pollini, stilista e imprenditore italiano (n. 1935)
- 2021 - Milkha Singh, velocista indiano (n. 1929)
- 2021 - Elio Trifari, giornalista e scrittore italiano (n. 1945)
- 2022 - Giorgio Barbolini, calciatore italiano (n. 1934)
- 2022 - Alberto Bozzato, canottiere italiano (n. 1930)
- 2022 - Raffaella De Carolis, modella italiana (n. 1942)
- 2022 - Anita Ekström, attrice svedese (n. 1943)
- 2022 - Gian Pietro Felisatti, cantautore e compositore italiano (n. 1950)
- 2022 - Giovanni Fiorentini, fisico italiano (n. 1948)
- 2022 - Werner Heine, calciatore tedesco orientale (n. 1935)
- 2022 - Lennie Rosenbluth, cestista statunitense (n. 1933)
- 2023 - Big Pokey, rapper statunitense (n. 1982)
- 2023 - Adriano Mazzoletti, giornalista, scrittore e conduttore radiofonico italiano (n. 1935)
- 2023 - Graziano Origa, artista, giornalista e illustratore italiano (n. 1952)
- 2023 - Swan, ballerino e coreografo italiano (n. 1982)
- 2023 - Guido Pollice, politico italiano (n. 1938)
- 2023 - Franco Voltaggio, filosofo e storico della scienza italiano (n. 1934)
- 2024 - Stojan Andov, politico macedone (n. 1935)
- 2024 - Joan Brady, scrittrice e ballerina statunitense (n. 1939)
- 2024 - Shoutir Kishore Chatterjee, statistico indiano (n. 1934)
- 2024 - Anouk Aimée, attrice francese (n. 1932)
- 2024 - Rosalio Martires, cestista, attore e politico filippino (n. 1946)
- 2024 - Willie Mays, giocatore di baseball statunitense (n. 1931)
- 2024 - Armando Pugliese, attore, regista teatrale e direttore artistico italiano (n. 1947)
- 2024 - James Chance, sassofonista e cantautore statunitense (n. 1953)
- 2024 - Alessandra Valeri Manera, paroliera, autrice televisiva e produttrice televisiva italiana (n. 1956)
- 2024 - Regina Veloso, nuotatrice portoghese (n. 1939)
- 2024 - Franjo Vladić, calciatore jugoslavo (n. 1950)
- 2025 - Giuseppe Gaspari, calciatore italiano (n. 1932)
- 2025 - Francesco Marenco, politico italiano (n. 1939)
- 2025 - Leonardo Morlino, politologo italiano (n. 1947)
- 2025 - Braulio Musso, calciatore cileno (n. 1930)
- 2025 - Mark Peploe, sceneggiatore e regista britannico (n. 1943)
- 2025 - Renê Eduardo Salomón, cestista brasiliano

## Senza anno specificato(1)
- Marina di Spoleto, monaca cristiana italiana